# Agal (lligadura)

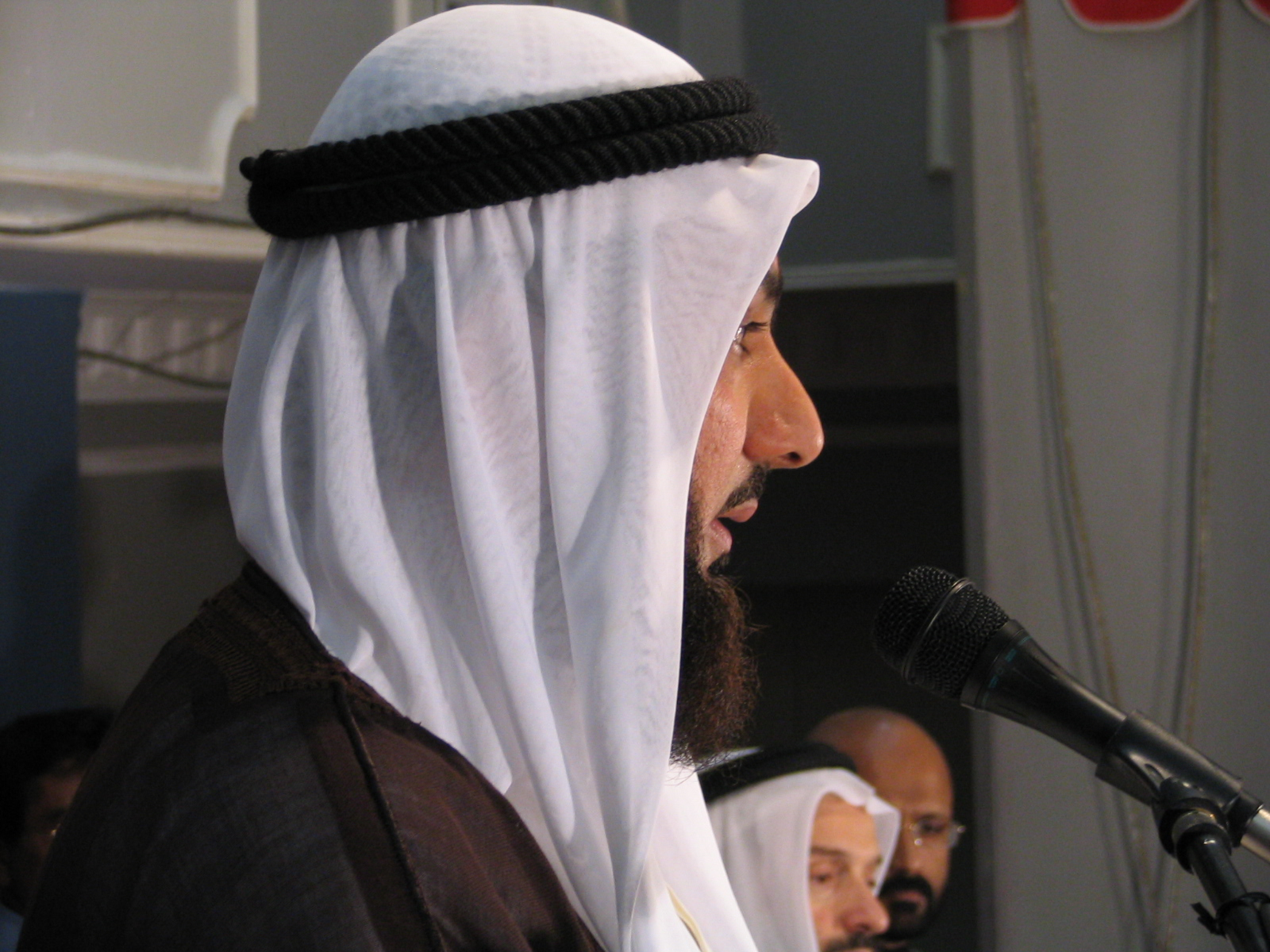
Home utilitzant un agal fosc sobre la seua kufiyya blanca

Un agal (en àrab عقال, ʿiqāl), també anomenat egal, igal o iqal, és un accessori, una mena de cordó, utilitzat generalment pels homes a diversos països de la península Àràbiga.

## Descripció
En la seva versió més simplificada, es limita a un cordó negre (més o menys gruixut) que es disposa com un doble llaç sobre el mocador tradicional ghutra o kufiyya, utilitzat per cobrir el cap, amb l'objecte de sostenir-lo i fixar la seva posició. Tradicionalment està fet de pèl de cabra.
Normalment es fa servir a la península Aràbiga (Aràbia Saudita, Emirats Àrabs Units, Bahrain i Qatar), Mesopotàmia (Iraq, est de Síria i Kuwait) i el sud-oest de l'Iran pels àrabs del Khuzestan i els hola, així com en comunitats del Llevant (Síria occidental, Líban, Palestina i Jordània).

## Història

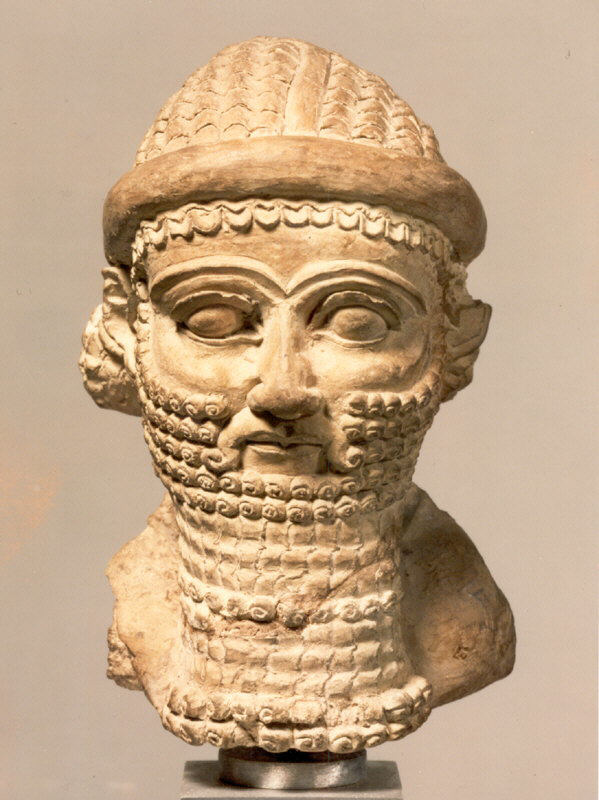
Cap d'home babilònic (segle VIII aC), cofat amb el que semblen una kuffiya i un agal, Metropolitan Museum, Nova York

L'ús de l'agal i la kuffiya està documentat en l'antiguitat en baixos relleus i estàtues i es remunta als temps antics; de fet l'ús de l'agal es remunta a les civilitzacions semítiques del centre de l'Orient Mitjà, com es pot veure a diferents artefactes elamites, com ara monedes i estatuetes i fins i tot en els antics regnes d'Aràbia. El conegut arqueòleg i elamòleg alemany Ernst Herzfeld (1879-1948), en el seu llibre Iran In the Ancient East, en referir-se als baixos relleus de Susa, apunta a l'objecte distintiu sobre el cap dels elamites que els distingia d'altres nacions, que recorda un agal àrab antic:
| « | Aquests són els regiments de susians [elamites] que han deixat l'empremta dels seus oficials en 30.000 tauletes elamites. Es distingeixen dels guàrdies medievals pel seu uniforme i dels perses per la diferent lligadura, semblant a l'agal àrab. | » |

Walther Hinz, el famós erudit alemany, especialista en Pèrsia i Elam, fa referència a aquests elamites en el seu llibre The Last World Of Elam:
| « | Aquests deuen ser elamites del hinterland. Encara ara homes de pell bruna, però no negres, es poden veure amb facilitat al Khuzistan. La majoria es consideren a si mateixos àrabs i parlen àrab entre ells. Sembla com si en algun moment la població de l'antic Elam hagués estat mixta, formada per aborígens de pell bruna de raça incerta i per semites que s'haurien infiltrat de Mesopotàmia en successives incursions des del període accadi. | » |

## Agal de xeic

El príncep haiximita Faisal amb un agal del tipus al-muqàssab

L'agal de xeic, o també agal de príncep, ja que és portat sovint per dignitaris i prínceps, rep el nom d'al-muqàssab (en àrab عقال المقصب), i es diu així perquè duu trenats fils d'or o de plata. A Aswan, Egipte, diu la tradició, que cada banda d'un agal representa 1,000 membres familiars de qui el porta.
Hi ha altres tipus d'agal, segons l'estatus social i l'ocasió en què es vesteix.
- l'agal negre (en àrab عقال الأسود), fet de pel de cabra
- l'agal blanc (en àrab عقال الأبيض)
- l'agal az-zarí (en àrab عقال الزري), portat en celebracions i ocasions nacionals
- l'agal al-wabr (en àrab عقال الوبر), fet de pel de camell (d'un to marró o de color blanc)
- l'agal al-muqàssab (en àrab عقال المقصب), sovint portat per dignitaris i prínceps (anomenat al-muqàssab perquè duu trenats fils d'or o de plata), es coneix normalment com ‘agal de príncep’ o ‘agal de xeic’.[5]

## Peces de vestir relacionades
- Kuffiya
- Bisht
- Litham
- Izar
- Sirwal
- Taqiya
- Thawb

## Galeria

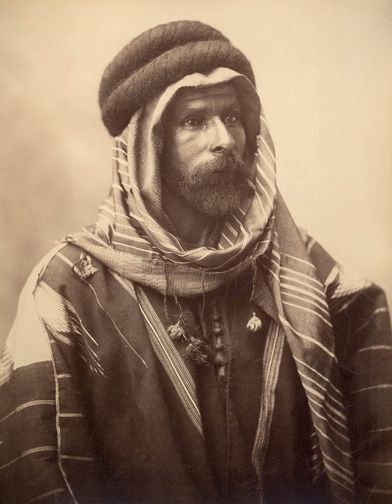
Cap beduí de Palmyra (Síria) amb un agal negre (foto de Félix Bonfils, 1870)
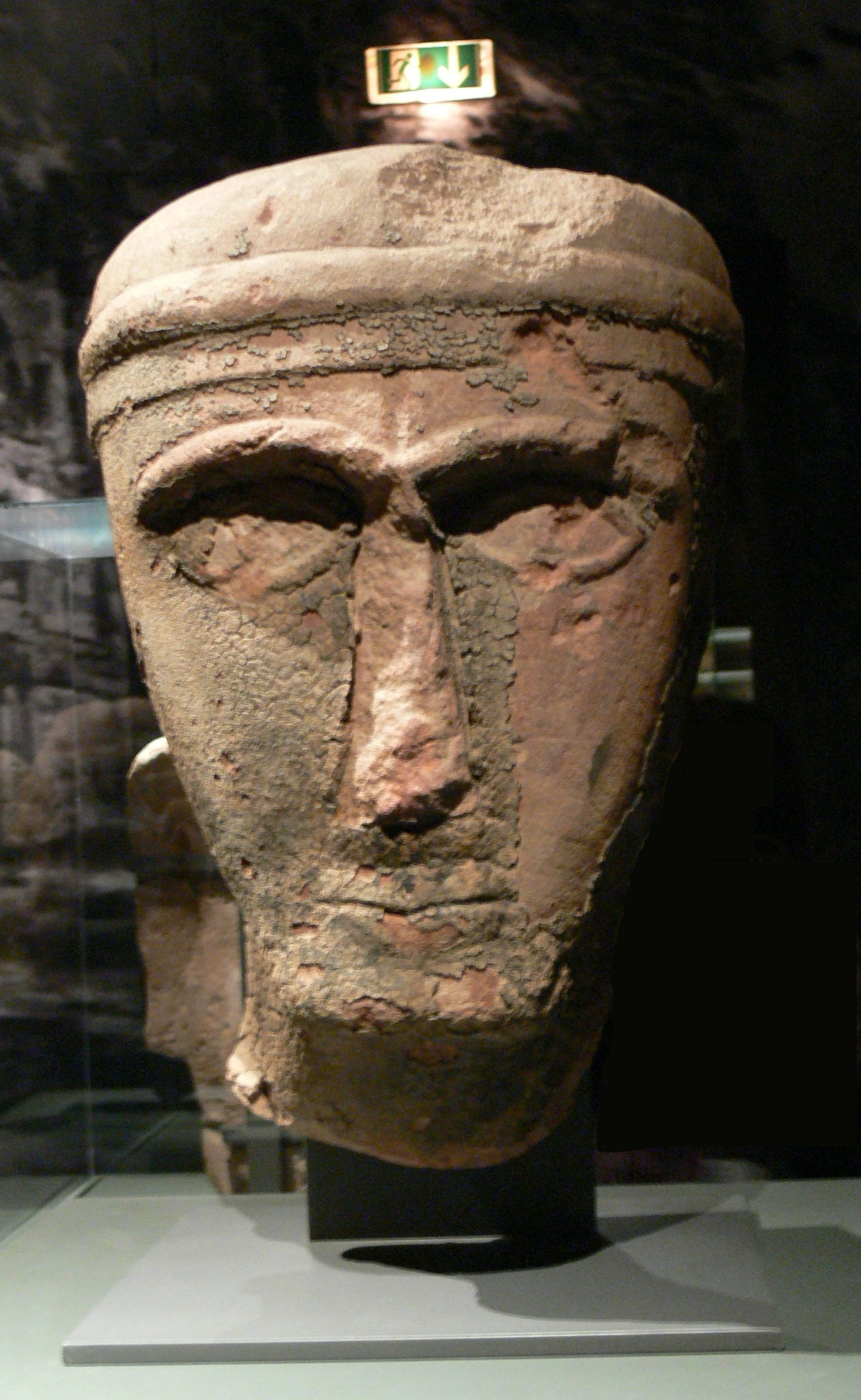
Estàtua d'home del regne de Lihyan, a l'Aràbia, cofat amb un agal amb lligadura, com l'actual kufiyya
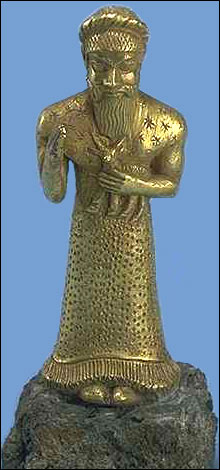
Figura d'elamita amb l'agal àrab tal com el va descriure l'arqueòleg alemany Ernst Herzfeld i amb una lligadura, amb patrons similars a les kuffiyes d'avui. Estatua trobada a Susa, a la regió d'Ahwaz
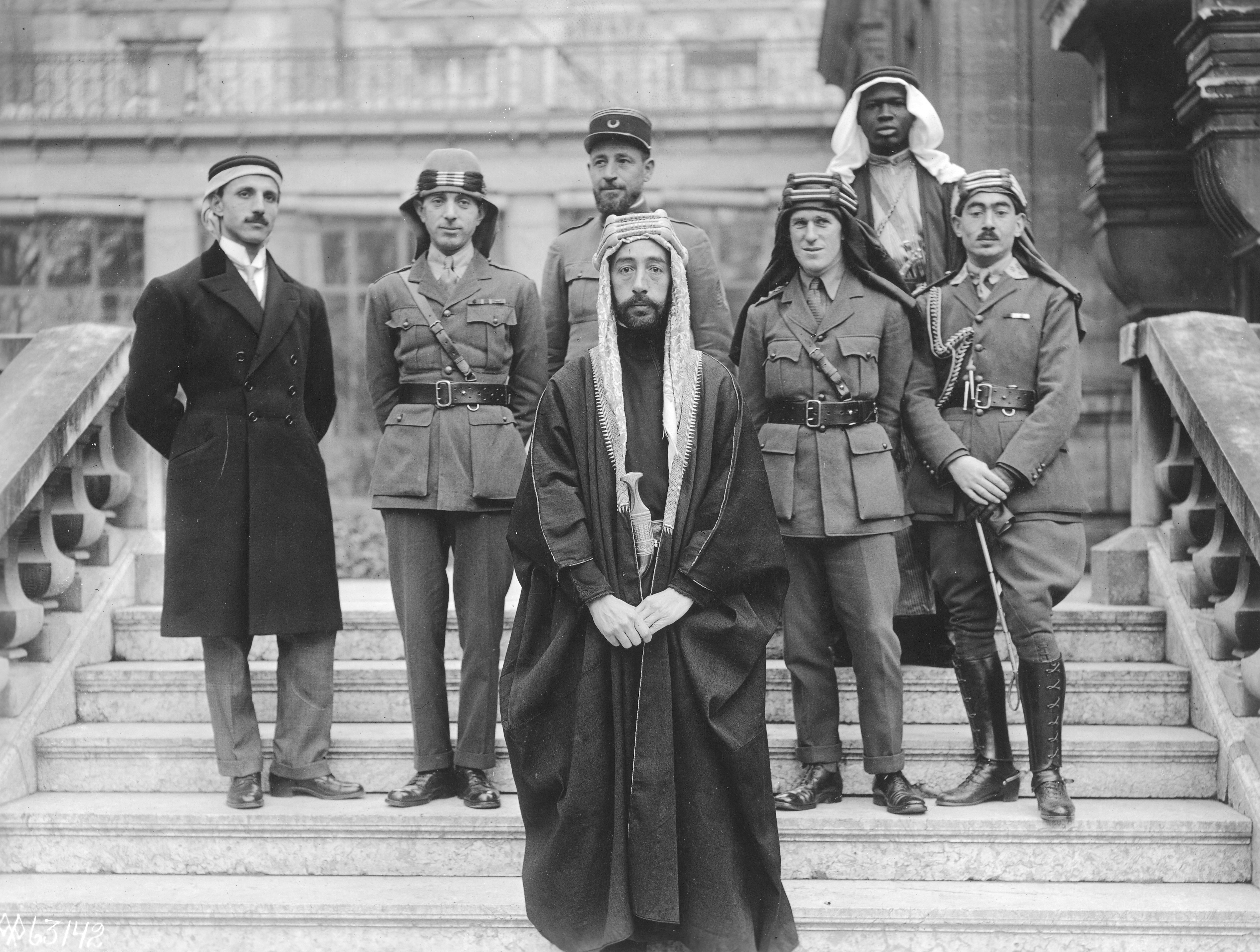
El príncep haiximita Faisal a Versalles
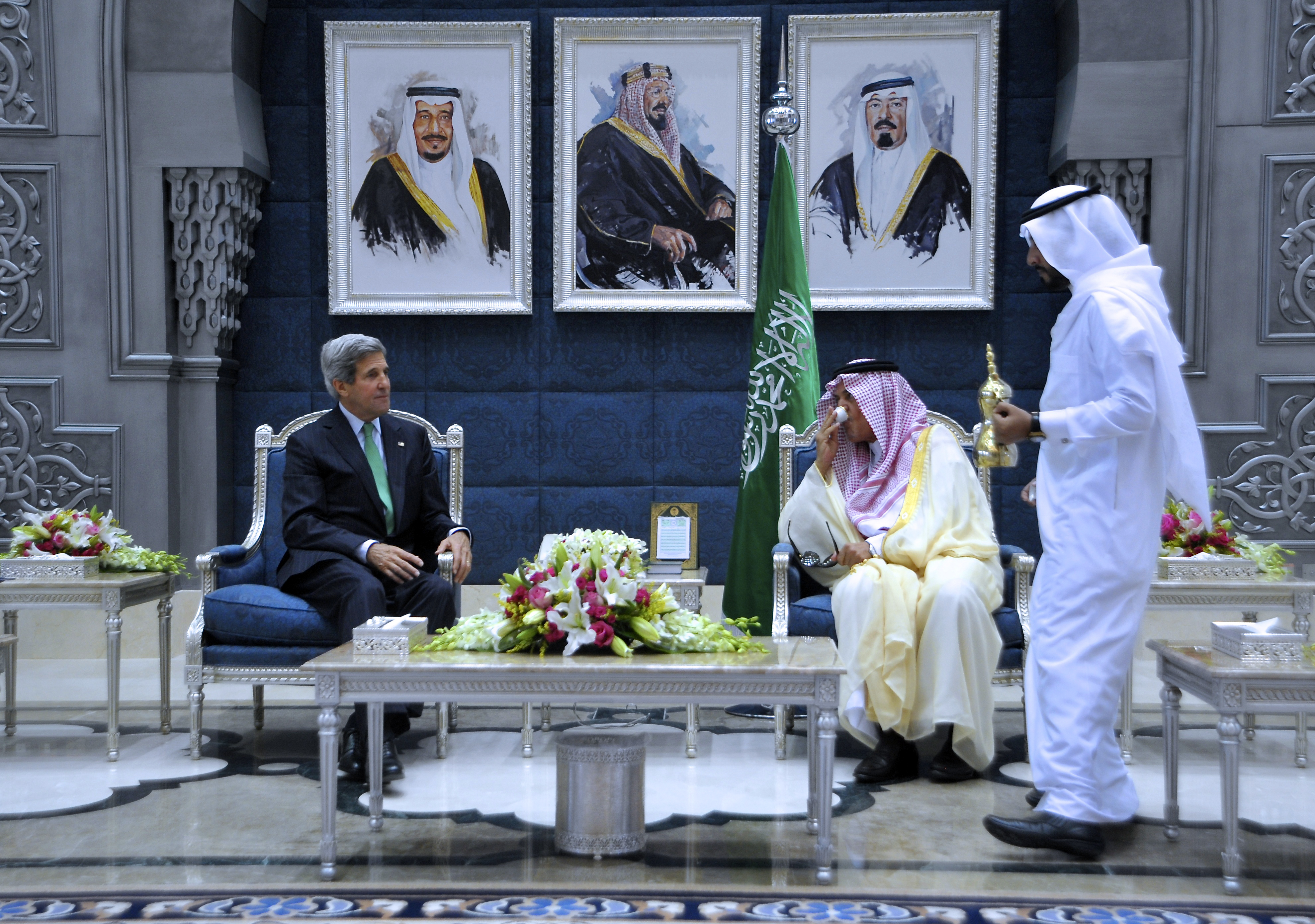
El secretari d'estat estatunidenc J. Kerry amb al rei Fàysal